# Guilherme Araújo
Guilherme Araújo (Rio de Janeiro, 6 de setembro de 1936 - Rio de Janeiro, 21 de março de 2007) foi um produtor musical brasileiro. Guilherme destacou-se no meio artístico após dirigir o show "Recital", de Maria Bethânia, realizado na boate Cangaceiro do Rio de Janeiro, em 1966.

## Biografia
Foi uma figura importante para o lançamento da Tropicália, em 1967, atuando como empresário de Caetano Veloso e Gilberto Gil, que foram morar com Guilherme em Londres na época da ditadura no Brasil. Guilherme foi o responsável por mudanças importantes na carreira de outra baiana, Maria da Graça, que adotou um apelido usado apenas por amigos íntimos, Gal Costa, em Salvador, como nome artístico por sugestão de Araújo. O empresário achava que Maria da Graça era nome de cantora de fados. Ele também mudou o visual de Gal a partir do show/disco Gal Tropical - marco na carreira da cantora que abandonou de vez o visual hippie.
Ficou conhecido por atuar na produção, na seleção de repertório e de músicos, nos roteiros dos shows e na própria imagem dos artistas.
Em 2001, o produtor doou a sua casa, em Ipanema, que foi transformada no Centro Cultural Guilherme Araújo.
Guilherme foi internado no Hospital Clínica de Ipanema, no Rio de Janeiro no dia 5 de março de 2007 devido a uma infecção na perna esquerda que precisou ser amputada. Além disso, o produtor de 70 anos era hipertenso, diabético e cardíaco. Viria a falecer naquela unidade de saúde no dia 21 de março de 2007, devido a uma infecção generalizada.
O produtor nunca casou nem teve filhos. Sobrevive-lhe a irmã, Marilza Araújo, com quem vivia, e um outro irmão, que vive fora do Rio de Janeiro.